# Новороссийское (Северо-Казахстанская область)
Новороссийское (каз. Новороссийское) — село в Аккайынском районе Северо-Казахстанской области Казахстана. Входит в состав Черкасского сельского округа. Находится на берегу озера Макыколь, примерно в 35 км к юго-востоку от села Смирново, административного центра района, на высоте 138 метров над уровнем моря. Код КАТО — 595859300.

## Население
В 1999 году численность населения села составляла 556 человек (291 мужчина и 265 женщин). По данным переписи 2009 года, в селе проживало 253 человека (121 мужчина и 132 женщины).